# Mother India
Mother India (hindi: भारत माता, urdu: بھارت ماتا) – bollywoodzki dramat rodzinny i społeczny z 1957 roku wyreżyserowany przez Mehboob Khana. W rolach głównych Nargis, Sunil Dutt, Rajendra Kumar i Raj Kumar. To remake wcześniejszego filmu tego samego reżysera Aurat (1940).
Film było nominowany do Oscara w 1958 roku - przegrał na rzecz filmu Felliniego Noce Cabirii
W 2005, w Indiatimes Movies film zaliczono do 25 najbardziej godnych uwagi filmów Bollywoodu, (Top 25 Must See Bollywood Films).
Film jest piątym filmem zrealizowanym w koprodukcji radziecko - indyjskiej (poprzedni Pardesi, też z Nargis)
Film miał remake w telugu (Bangaru Talli w 1971) i tamilskim (Punniya Boomiw 1978)

## Fabuła
Staruszkę Radhę (Nargis) proszą o uroczyste otwarcie nawodnienia pół. Jej pełna cierpienia twarz osoby kończącej życie przemienia się na naszych oczach w twarz młodziutkiej dziewczyny szczęśliwie poślubionej Shamu (Raaj Kumar). Widzimy jej onieśmielenie, jego zapatrzenie w nią. Cień władczej i troskliwej matki. Radość z narodzin synów: Birju i Ramu. Wkrótce jednak ich szczęśliwe życie zostanie skonfrontowane z cierpieniem. Matka Shamu wyprawiając wesele ukochanego syna zadłużyła się u lichwiarza (Kanhaiyalal) zastawiając ziemię. Procenty od długu stają się dla rodziny przekleństwem. Z ich powodu rodzina zaharowując się żyje na granicy głodu. Próbując wyrwać się z niewoli długu Radha i Shamu zaczynają oczyszczać z kamieni kawałek ugoru. W trakcie przekraczającej ich siły pracy Shamu ulega wypadkowi. Utraciwszy ręce staje się przedmiotem czułej troski synków i zaharowującej się dla rodziny żony. jednak wyszydzony przez żerującego na ich rodzinie lichwiarza nie chcąc być ciężarem dla bliskich pewnej nocy odchodzi z wioski. Zrozpaczona Radha musi pogodzić się z utratą ukochanego męża, a wkrótce i wspierającej ją teściowej. Nie poddaje się jednak, samotnie tylko z synkami wydzierając ziemi ziarno, w upokorzeniu oddając 3/4 plonów lichwiarzowi, głodując.
Mijają lata. Ramu wyrósł na pogodzonego z losem, pracowitego i cierpliwego mężczyznę (Rajendra Kumar). Młodszy syn Birju (Sunil Dutt) to człowiek buntu. Nie może się pogodzić z niewola narzucona rodzinie przez lichwiarza. Stawia się, rzuca. Gwałtowny, wybuchowy. W życiu synów Radhy pojawiają się wybrane dziewczyny. Ramu spełnia marzenia matki żeniąc się i dając matce wnuki. Zuchwały Birju zostaje odrzucony przez nauczyciela, którego wychowanica mogłaby odmienić jego życie....
Czy Birju uda się poprawić życie rodziny wyzwalając się z zależności od lichwiarza? Czy spełni się w miłości?...

## Obsada
- Nargis jako Radha
- Sunil Dutt jako Birju, młodszy syn Radhy
- Rajendra Kumar jako Ramu, starszy syn Radhy
- Raaj Kumar jako Shamu (mąż Radhy)
- Kanhaiyalal jako Sukhilala
- Jilloo Maa
- Kumkum jako Champa
- Chanchal
- Sheela Naik jako Kamla
- Mukri jako Shambu
- Siddiqui
- Ram Shastri
- Fakir Mohammad

## Przyjęcie przez widzów
Rekord oglądalności trzy lata potem pobił w 1960 roku film Mughal-E-Azam.

## Filmowane wIndiachw
- Arthan, Surat
- Azamgarh, (Uttar Pradesh)
- Bhuing, Satara
- Igatpuri, Nasik (Maharasztra)
- Miyagam Dabka, Baroda, (Gudżarat)
- Panchwad, Satara
- Sarar Kashipura, Baroda (Gudżarat)
- Umra, Surat[
- Unchgaon, Kolhapur (Maharasztra)
- Zerwavra, Surat

## Nagrody i nominacje
- nominowany do Oscara
- Festiwal Filmowy w Karlowych Warach: nagroda dla najlepszej aktorki : Nargis Dutt
- Nagroda Filmfare dla Najlepszego Filmu
- Nagroda Filmfare dla Najlepszego Reżysera: Mehboob Khan
- Nagroda Filmfare dla Najlepszej Aktorki: Nargis
- Nagroda Filmfare dla Najlepszego Operatora: Faredoon Irani
- Nagroda Filmfare za Najlepszy Dźwięk: R. Kaushik

## Muzyka i piosenki
Na podstawie źródła.
1. „O Gaadi Wale”
2. „Chundariya Katati Jaye”
3. „Dukh Bhare Din Beete Re”
4. „Duniya Mein Hum Aaye Hain”
5. „Ghunghat Nahin Kholoongi Saiyan”
6. „Holi Aayi Re Kanhai”
7. „Matwala Jiya Dole Piya”
8. „Na Main Bhagwan Hoon”
9. „Pi Ke Ghar Aaj Pyari Dulhaniya Chali”
10. „O Mere Laal Aaja”
11. „Nagari Nagari Dware Dware”
12. „Nagari Nagari Dware Dware” (Revival)